# ビジネス・スクリーン
ビジネス・スクリーンとは経営学用語の一つ。
ゼネラル・エレクトリックとマッキンゼーによって開発された企業のポートフォリオを評価するためのツール。これはボストン・コンサルティング・グループが開発したプロダクト・ポートフォリオ・マネジメントを基本として、より精度の高い評価を行うために開発された。競争力と魅力度という二つの基準を設定し、各基準で3段階の評価をして9つのセルに割り当て、事業を詳細に評価するというものである。